# 167113 Robertwick
167113 Robertwick este un asteroid din centura principală de asteroizi.

## Descriere
167113 Robertwick este un asteroid din centura principală de asteroizi. A fost descoperit pe 19 septembrie 2003 la Junk Bond Observatory de David Healy (astronom). Asteroidul prezintă o orbită caracterizată de o semiaxă mare de 2,56 ua, o excentricitate de 0,24 și o înclinație de 13,1° în raport cu ecliptica.